# Classicisme tordu
Le classicisme tordu était un style artistique créé par le sculpteur polonais Stanisław Szukalski dans les années 1920. Szukalski a fusionné le mouvement et l'énergie du futurisme, l'émotion de l'impressionnisme et les configurations géométriques du cubisme en une seule forme.
Style et influences
Dans le cas de Szukalski, on peut parler de transgression, de transgression - de l'art et de ses conventions - atteignant des distances inconnues et découvrant des faces qui, malgré tous les arts d'avant-garde, restent inclassables. Dans ses sculptures, les muscles sont tendus et exagérés dans leurs formes humaines, les traits du visage sont ciselés,.
Différentes cultures sont toujours présentes dans ces œuvres, "de l'art gothique européen et de la Renaissance, en passant par les styles contemporains tels que l'Art nouveau et l'expressionnisme, à l'art précolombien".